# رابرت فراه مکسود
 رابرت فراه مکسود (انگلیسی: Robert Farah Maksoud؛ زادهٔ ۲۰ ژانویهٔ ۱۹۸۷) یک تنیس‌باز اهل کلمبیا است.